# Vouvray-sur-Loir
Vouvray-sur-Loir är en kommun i departementet Sarthe i regionen Pays de la Loire i nordvästra Frankrike. Kommunen ligger i kantonen Château-du-Loir som tillhör arrondissementet La Flèche. År 2018 hade Vouvray-sur-Loir 781 invånare.

## Befolkningsutveckling
Antalet invånare i kommunen Vouvray-sur-Loir
| Referens: INSEE |